# ベンジャミン・キング
ベンジャミン・キング（Ben King、1989年3月22日 - ）は、アメリカ合衆国、バージニア州リッチモンド出身の自転車競技（ロードレース）選手。

## 経歴
2008年、Kelly Benefit Strategiesにてプロキャリアスタート。
2009年、Trek Livestrongに移籍。
2010年、チーム・レディオシャックに移籍。
2014年、ガーミン・シャープに移籍。
2016年、ツアー・オブ・カリフォルニア第2ステージでは逃げ切り勝利。リーダージャージを着用した。
2017年、チーム・ディメンションデータに移籍。
2018年、ブエルタ・ア・エスパーニャ第4ステージにて逃げ切り、グランツール初勝利を獲得した。続く、第9ステージではコバティーヤ峠のフィニッシュまで逃げ切り、2勝目を獲得。

## 主な戦績
2010年
- アメリカ合衆国選手権　優勝（ロードレース）

2011年
- ツアー・オブ・北京　 新人賞

2015年
- クリテリウム・アンテルナシオナル　区間優勝（第1ステージ）

2016年
- ツアー・オブ・カリフォルニア　区間優勝（第2ステージ）

2018年
- ヴォルタ・アン・アルガルヴェ　 山岳賞
- ブエルタ・ア・エスパーニャ　区間優勝（第4,9ステージ）

2021年
- ポルトガル一周 区間優勝（第6ステージ）

2022年
- ボルタ・ア・ラ・コムニタ・バレンシアナ　 山岳賞